# 3136 Аньшань
3136 Аньша́нь (1981 WD4, 1938 DL, 1978 BC, 3136 Anshan) — астероїд головного поясу, відкритий 18 листопада 1981 року.
Тіссеранів параметр щодо Юпітера — 3,186.